# Thành phi
Thành phi (chữ Hán: 成妃) là một tước hiệu được phong cho các phi tần trong thời phong kiến ở vùng Á Đông. Từ Thành (成) trong mỹ hiệu mang ý nghĩa là "làm xong, hoàn thành".

## Việt Nam
- Từ Dụ Hoàng thái hậu, chính thất của Hiển Tổ Thiệu Trị, từng được phong làm Thành phi ở bậc Nhị giai.

## Trung Quốc

### Minh
- Hà Thành phi, thụy Túc Hi (肃僖), một trong những cung tần phải tuẫn táng theo Minh Tuyên Tông.
- Trương Thành phi, thụy Cung Hy (恭僖), phi tần của Minh Anh Tông.
- Lý Thành phi, phi tần của Minh Hy Tông.

### Thanh
- Thành phi Đới Giai thị, phi tần của Thánh Tổ Khang Hy.
- Thành Quý phi Nữu Hỗ Lộc thị, phi tần của Tuyên Tông Đạo Quang, nguyên phong Thành tần, dưới thời Đồng Trị mới được tôn làm Hoàng tổ Thành phi.

## Triều Tiên
- Thành phi Nguyên thị, kế thất thứ ba của Triều Tiên Thái Tổ.